# Омоль
Омоль (швед. Åmål) — містечко (швед. tätort, міське поселення) у центральній Швеції в лені Вестра-Йоталанд. Адміністративний центр комуни Омоль.

## Географія
Місто знаходиться у північно-західній частині лена Вестра-Йоталанд за 385 км на захід від Стокгольма.

## Історія
Омоль засновано за правління королеви Христини. 1 квітня 1643 року поселення одержало міські права, ставши важливим перевалочним пунктом на шляху вивозу вествермландского заліза і лісу.
Місто зазнавало частих руйнувань під час воєн з данцями, а також від частих пожеж. Так, в 1901 році в місті згоріло близько 60 будинків, без даху над головою залишилося близько тисячі чоловік. Після цієї пожежі Омоль був перебудований, при цьому він отримав більш сучасний вигляд — з широкими вулицями і великими будинками.
В кінці XIX століття через Омоль була прокладена Бергслагенская залізниця (Bergslagsbanan), завдяки чому він незабаром перетворився на промислове місто.

## Герб міста
Від XVII століття місто Омоль використовувало герб, зафіксований у привілеї 1643 року. Сучасний дизайн герба міста Омоль отримав королівське затвердження 1938 року.
Сюжет герба: у срібному полі хвиляста знизу червона мурована стіна з закритими воротами, за якою така ж церква, внизу — червона риба.
Сюжет герба походить з привілею 1643 року. Характеризує географічне розташування міста та поширені риболовецькі промисли.
Після адміністративно-територіальної реформи, проведеної в Швеції на початку 1970-х років, муніципальні герби стали використовуватися лишень комунами. Цей герб був 1971 року перебраний для нової комуни Омоль.

## Населення
Населення становить 9 512 мешканців (2018).

## Спорт
У поселенні базуються футбольні клуби ІФК Омоль, ІФ «Вікен», хокейний Омоль СК, флорбольний Омоль ІБК та інші спортивні організації.

## Галерея

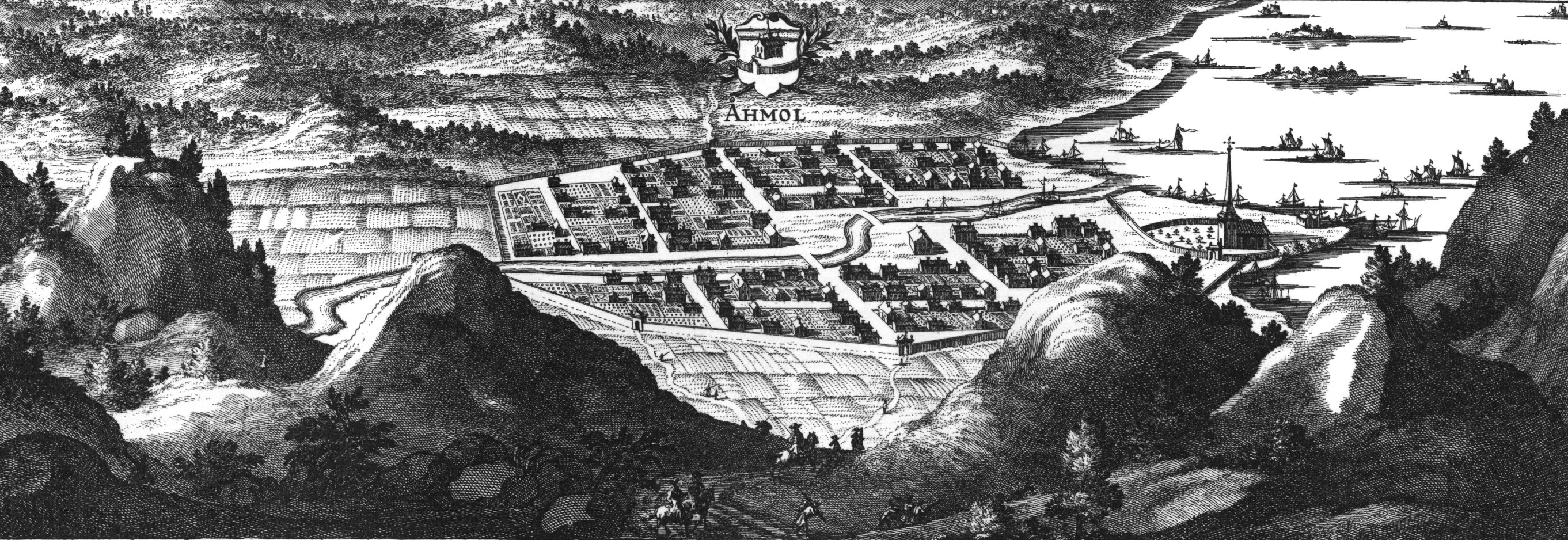
Гравюра з панорамою міста Омоль (біля 1700 р.)

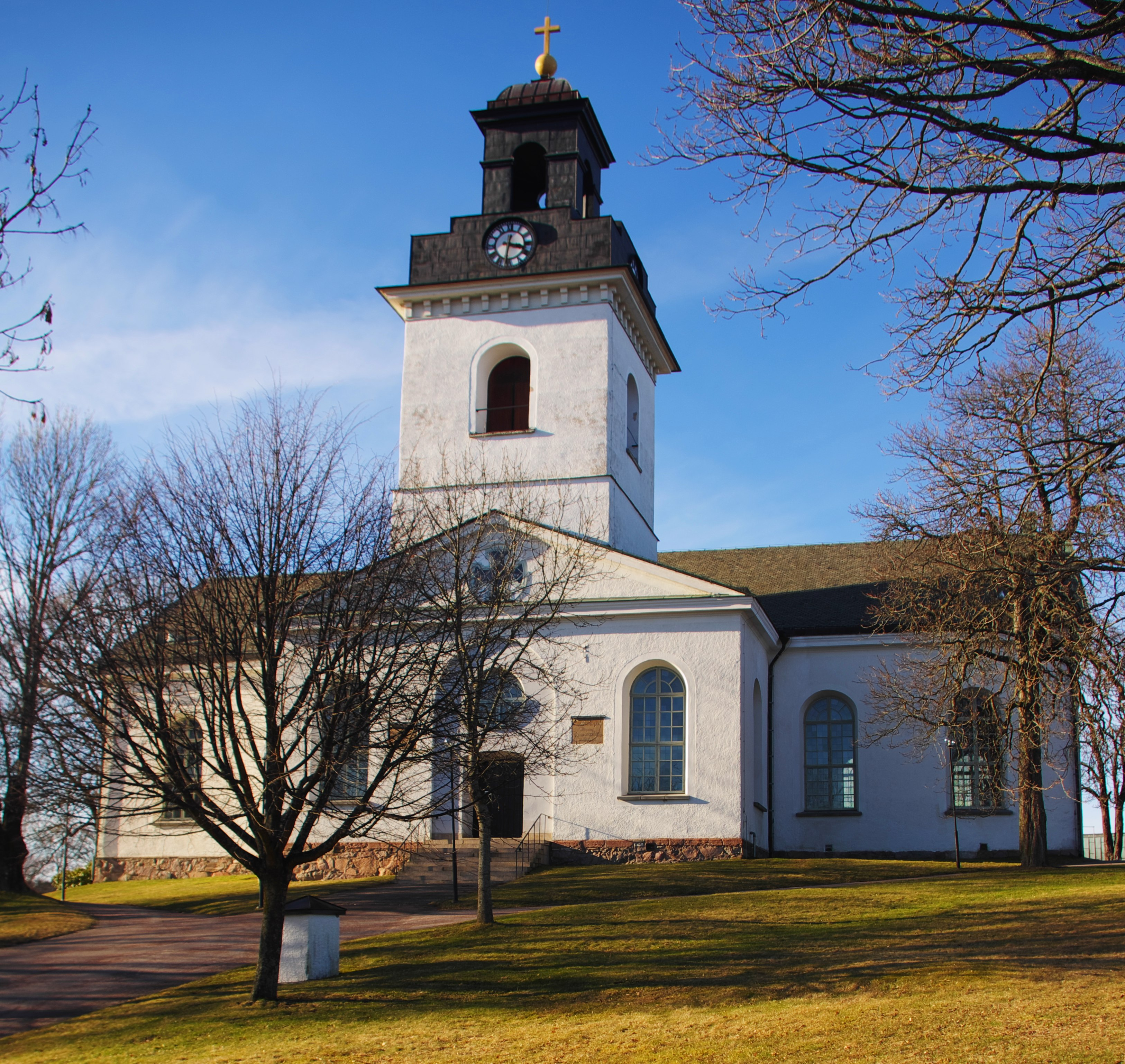
Церква
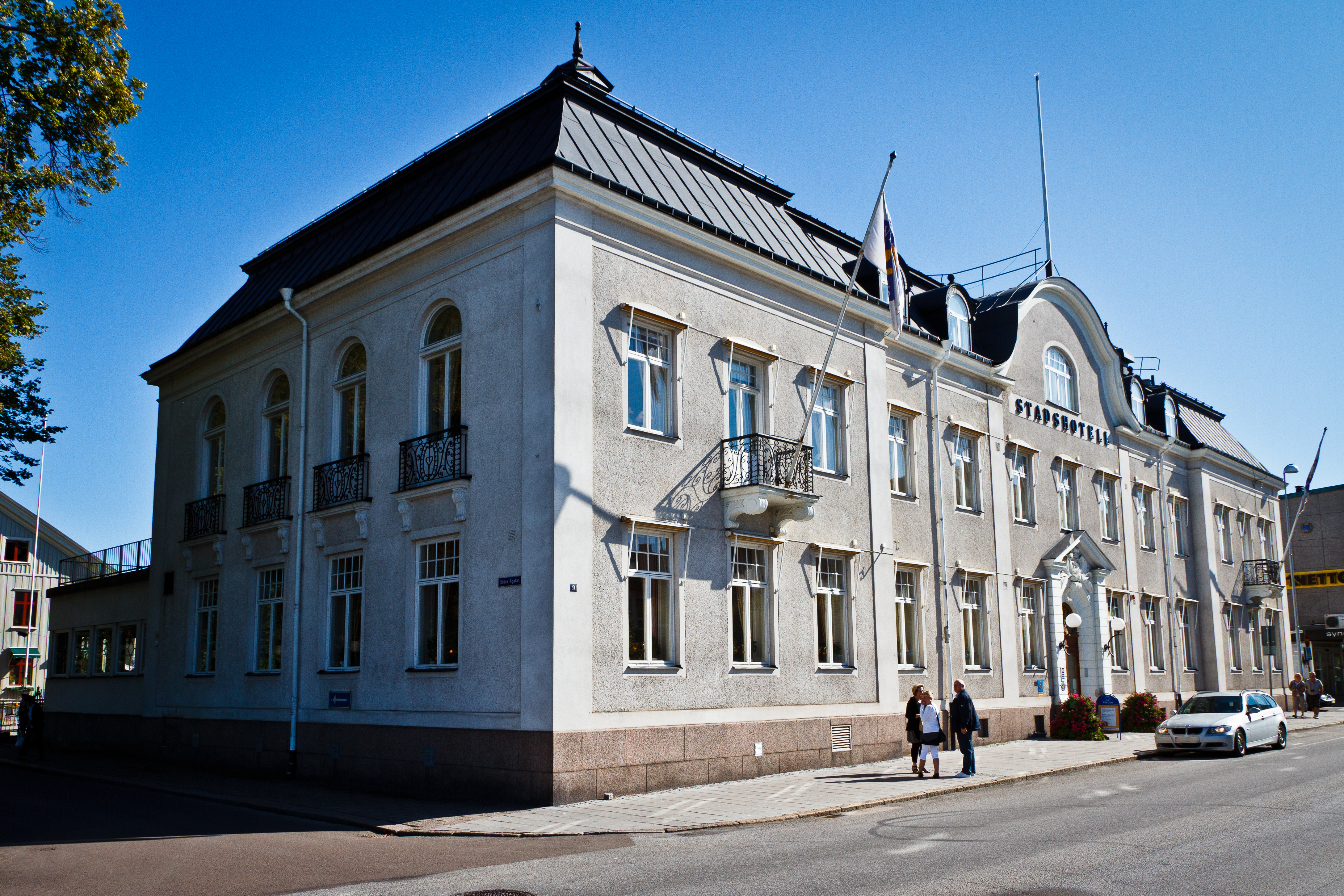
Готель
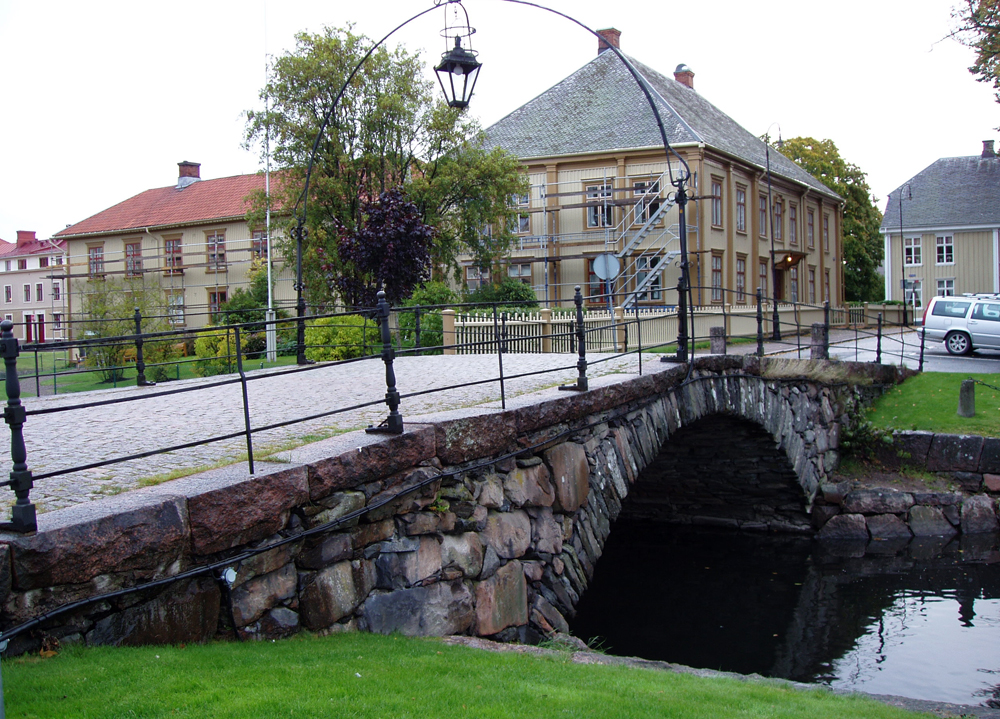
У центрі міста
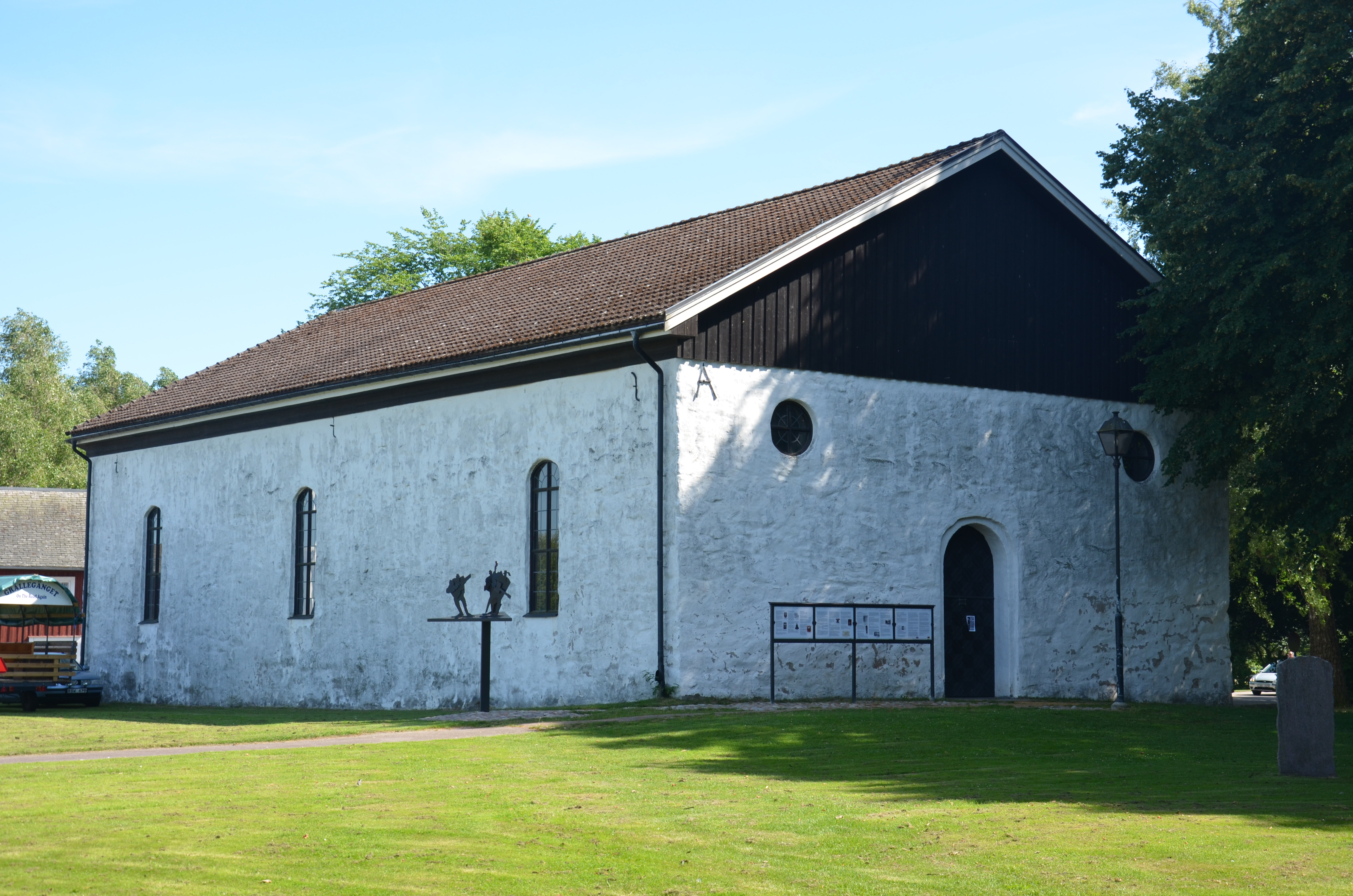
Стара церква